# 家島

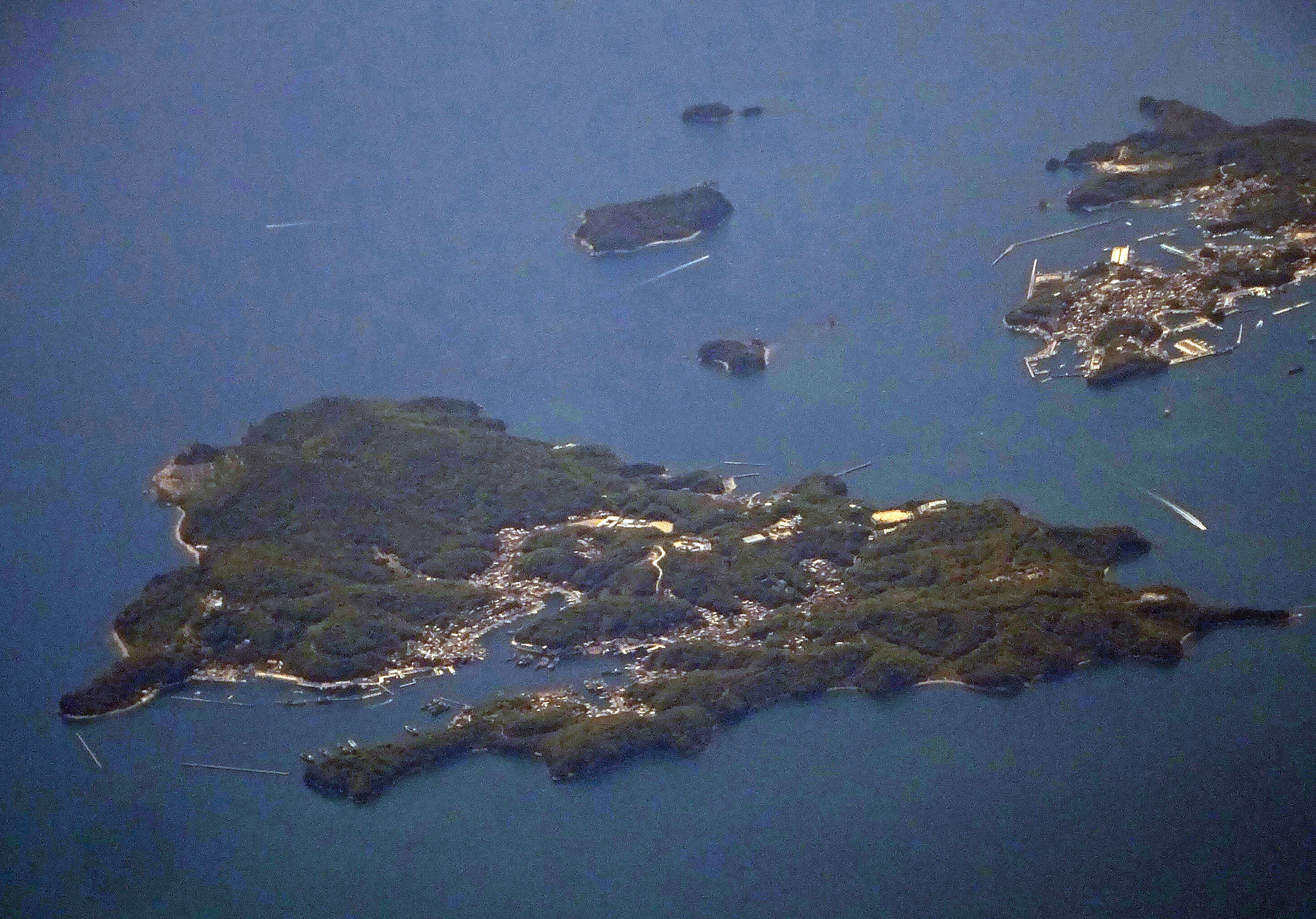
家島を空撮（2023年）

家島（いえしま、えじま、えしま）は、瀬戸内海東部（播磨灘）、家島諸島中部に位置する島。

## 概要
兵庫県姫路市に属する。かつては飾磨郡家島町に属していたが、2006年3月27日に姫路市と合併した。人口は2,137人。
島名は、『播磨国風土記』揖保郡条に「家嶋　人民、家を作りて居り。故、家嶋と號く」とある。古事記や日本書紀に登場する「エノゴロ島」「胞島（エジマ）」を家島のこととする説もある。古くから瀬戸内海を通る多くの船舶の風待ち、潮待ちのための避難港として利用されてきた。

## 産業
現在の島の産業の中心は、男鹿島や西島から切り出された石材の運搬業、造船業及び漁業である。

## 教育
小学校
- 姫路市立家島小学校

中学校
- 姫路市立家島中学校

高等学校
- 兵庫県立家島高等学校

## 名所旧跡
- 家島十景
- マルトバ古墳群
- チンカンドー古墳
- 家島神社[3]
- 真浦神社：「真浦の獅子舞」は兵庫県重要無形文化財
- 天神鼻台場：江戸時代末期に構築された砲台場。

## 交通

### 船舶
- 家島港
  - 真浦港・宮港
    - 姫路港との間に定期航路があり、高速いえしま及び高福ライナーが就航している。所要時間は約30分[4]。

  - 網手港
    - 坊勢島との間に定期航路があり、坊勢渡船が就航している。

### バス
島内交通としては姫路市の「家島コミュニティバス」があり、平日及び6月～9月の土曜日に運行される。運賃は一乗車100円（小児50円）、路線は真浦ルートと宮ルートの2路線。